# Lilongwe (Fluss)
Der Lilongwe ein Fluss in Malawi.

## Verlauf
Genau wie der ist Dwangwa und der Bua entwässert er das zentrale Hochland. Alle drei Flüsse haben tiefe Täler und schaffen so geographische Unterteilungen.
Der Lilongwe ist etwa 200 km lang und hat sein Quellgebiet an der Ostseite der Dzalanyama-Bergkette, mäandert bis zur Hauptstadt Lilongwe, fließt dann durch das Lilongwetal, an dessen nördlichem Hang sich die Eisenbahntrasse windet, erreicht Salima, wo er in den Linthipe Mündet.

## Namensgebung
Der Name des Flusses nach der Vereinigung bei Salima bis zur 15 km weiter liegenden Mündung in den Malawisee ist nicht eindeutig. Je nach Quelle werden der Lilongwe oder der Linthipe als Hauptfluss genannt; beziehungsweise das Flusssystem als Lilongwe / Linthipe bezeichnet. Die meisten Quellen allerdings nennen den Linthipe als Hauptfluss.

## Fischerei
Die Flüsse Bua, Dwangwa, Lilongwe, Lufira, Nördlicher Rukuru, Songwe, Südlicher Rukuru haben zusammen laut FAO ein Fischfangpotential von 15.000 t jährlich. Tatsächlich gefangen werden zwischen 4.000 und 17.000 t.